# Karl Björklund
Karl Björklund, švedski hokejist, * 13. februar 1900, Švedska, † ?.
Björklund je igral za klube Järva IS in IFK Stockholm v švedski ligi ter Hamburger SV v nemški ligi.
Za švedsko reprezentanco je nastopil na Evropskem prvenstvu 1923, kjer je osvojil zlato medaljo.

## Pregled kariere (nepopoln)
Odebeljeno - reprezentančni nastopi, glej tudi Statistika pri hokeju na ledu.
| Moštvo        | Liga               | Sezona |    | Redni del | Redni del | Redni del | Redni del | Redni del | Redni del |   | Končnica | Končnica | Končnica | Končnica | Končnica | Končnica |
| ------------- | ------------------ | ------ | -- | --------- | --------- | --------- | --------- | --------- | --------- | - | -------- | -------- | -------- | -------- | -------- | -------- |
| Moštvo        | Liga               | Sezona | OT | G         | P         | T         | +/-       | KM        | OT        | G | P        | T        | +/-      | KM       |          |          |
| IK Göta       | Švedska liga       | 20/21  |    |           |           |           |           |           |           |   |          |          |          |          |          |          |
| IK Göta       | Švedska liga       | 21/22  |    |           | 5         |           | 5         |           |           |   |          | 0        |          | 0        |          |          |
| Hamburger SV  | Nemška liga        | 22/23  |    |           |           |           |           |           |           |   |          |          |          |          |          |          |
| Švedska       | Evropsko prvenstvo | 23     |    | 4         | 0         |           | 0         |           |           |   |          |          |          |          |          |          |
| IFK Stockholm | Švedska liga       | 26/27  |    |           | 0         |           | 0         |           |           |   |          |          |          |          |          |          |
| Skupaj        |                    |        |    | 4         | 5         |           | 5         |           |           |   |          | 0        |          | 0        |          |          |